# Круг из звёзд
Круг из звёзд — часто символизирует единство, солидарность и гармонию на флагах, знаках и гербах. Символ встречается в иконографических мотивах, связанных с «Женой, облечённой в солнце» из Откровения Иоанна Богослова, также круг из звёзд может аллегорически изображать Венец Бессмертия в произведениях искусства в стиле барокко.

## Жена, облечённая в солнце
Новый Завет даёт такое описание: 

…явилось на небе великое знамение: жена, облечённая в солнце; под ногами её луна, и на главе её венец из двенадцати звёзд. Она имела во чреве, и кричала от болей и мук рождения.
— Откр. 12:1—2
В католической традиции образ Жены Апокалипсиса трактуется как указание на Деву Марию. Поэтому часто Деву Марию изображают в венце или с кругом из звёзд. Этот атрибут был закреплён в «Искусстве рисования» Франсиско Пачеко, который установил детальную иконографию образа Девы Марии. Этому наставлению последовал Мурильо и его школа, их влияние распространилось и на других художников.

## Евросоюз
Флаг Европы состоит из 12 золотых звёзд, расположенных по кругу на синем фоне. Звезды символизируют идеалы единства, солидарности и согласия между народами Европы. Число звёзд не имеет ничего общего с количеством стран-членов Евросоюза, так как круг является символом союза в более широком смысле.
Арсен Хейтс, один из дизайнеров флага, в 1987 году открыл, что вдохновлялся венцом из двенадцати звёзд, часто встречаемых в современной иконографии Девы Марии. Тем не менее, он полагал, что готовый дизайн не содержит никакого религиозного смысла, что подтверждают и ответственные за итоговый дизайн лица.

## Венец бессмертия
Венец бессмертия является литературной и религиозной метафорой, которая была традиционно представлена в искусстве сначала как лавровый венок, а затем как символический круг звёзд (часто в виде венца, диадемы или ореола). Венец появляется в ряде барочных иконографических и аллегорических произведений искусства для обозначения бессмертия носящего.

## Галерея

### Как религиозный символ
- Дева Мария в венце из звёзд, Гренобль, Франция
- «Мадонна в запертом саду», статуя в городе Варфёйзен, Нидерланды
- Матерь скорбящая, статуя в городе Зейтун, Мальта
- Пресвятая Дева Мария, базилика Святого Джулио, Орта, Италия

### Нерелигиозный символ

#### Флаги
- Флаг Европы, круг звёзд изображает европейское единство
- Флаг Панъевропейского союза (звёзды были добавлены после создания флага Европы)
- Первый, 13-звёздочный флаг США (по преданию сшитый Бетси Росс[8])
- Флаг Мьянмы 1974—2010
- Флаг Островов Кука, 15 звёзд символизируют острова государства
- Флаг Кабо-Верде
- Флаг Общенационального конгресса чеченского народа, 9 звёзд символизируют тукхумы — союзы тейпов (племён) чеченцев

#### Гербы
- Эмблема ФБР, звёзды обозначают первые тринадцать штатов США
- Эмблема президента США
- Герб Бразилии
- Герб Сингапура

#### Как Венец бессмертия
- Венец бессмертия, возлагаемый аллегорической фигурой Этерны (Вечности) на шведское Дворянское собрание. Фреска Давида Клёккер-Эренстраля